# Hamaya

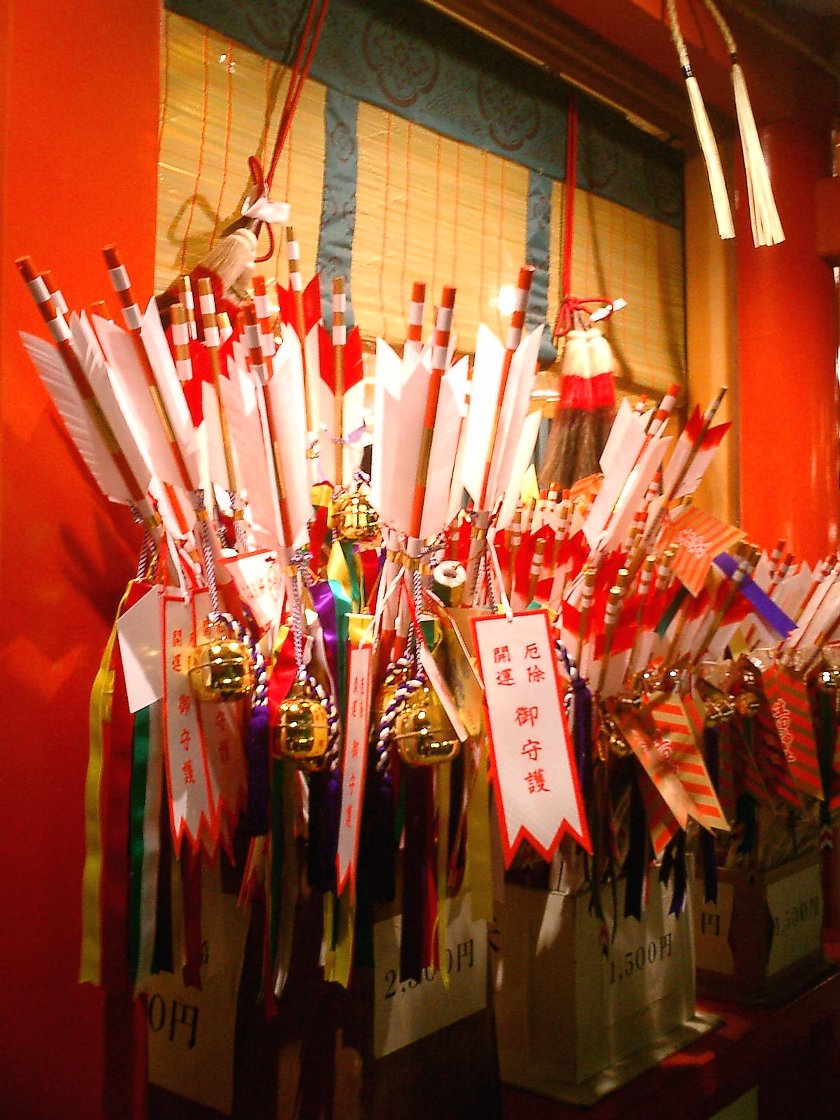
Hamaya im Ikuta-Schrein in Kōbe

Hamaya (jap. 破魔矢, Dämonenbann-Pfeil) sind dekorative Pfeile, die als Glücksbringer in Shintō-Schreinen zum japanischen Neujahrsfest verkauft werden.
Mit den dazugehörigen Bögen (Hamayumi) waren die Hamaya von der Edo-Zeit bis zur frühen Meiji-Zeit beliebte Geschenke zum Anlass des ersten Geburtstags eines männlichen Kindes. Seit der frühen Meiji-Zeit wurden die Pfeile dann auch separat verkauft. 
Ein gegenwärtig noch in Japan praktizierter Brauch besteht darin, Hamaya und Hamayumi in den nordöstlichen und südwestlichen Ecken eines neuen Hauses aufzustellen, wenn die Feiern zur Errichtung des Firstbalken (上棟式, Jōtōsai) ausgerichtet werden. Südwesten und Nordosten sind nach aus China übernommenen Vorstellungen die Richtungen, die mit dem Dämonentor (Kimon) assoziiert werden und böse Einflüsse begünstigen. Hamaya und Hamayumi sollen diese Einflüsse fernhalten.